# Банарипара
Банарипара (бенг. বানারিপাড়া, англ. Banaripara) — город и муниципалитет на юге Бангладеш, административный центр одноимённого подокруга. Площадь города равна 4,77 км². По данным переписи 2001 года, в городе проживало 9206 человек, из которых мужчины составляли 53,63 %, женщины — соответственно 46,37 %. Плотность населения равнялась 1930 чел. на 1 км². Уровень грамотности населения составлял 65,56 % (при среднем по Бангладеш показателе 43,1 %).

## Известные уроженцы
- Бхактипрагьяна Кешава Госвами